# Wilhelm Bloch (Sportmediziner)
Wilhelm Bloch (* 1959 in Ingelheim) ist ein deutscher Sportmediziner und Hochschullehrer. 

## Leben
Bloch ging in Mainz zur Schule und studierte an der örtlichen Johannes Gutenberg-Universität danach bis 1986 Medizin und Philosophie. In den Jahren 1987 und 1988 leistete er seinen Wehrdienst ab und absolvierte anschließend von 1988 bis 1991 ein Zweitstudium im Fach Physik.
Von 1991 bis 2004 war Bloch als wissenschaftlicher Assistent beziehungsweise Oberassistent am Anatomischen Institut der Universität zu Köln tätig. Dort schloss er 1994 seine Doktorarbeit und 2004 seine Habilitation ab. 2004 trat Bloch am Institut für Kreislaufforschung und Sportmedizin der Deutschen Sporthochschule Köln (DSHS) eine Professorenstelle für Molekulare und Zelluläre Sportmedizin an.
Bis Juni 2016 war Bloch Vorsitzender des Wissenschaftsrats der Deutschen Gesellschaft für Sportmedizin und Prävention.
Schwerpunkte Blochs Forschungsarbeit sind die medizinische und zellbiologische Anpassung von Geweben und Organen auf körperliche Belastung. Er befasst sich unter anderem auch mit der Auswirkung von körperlicher Betätigung auf Krebspatienten, dem Thema Epigenetik, Intervalltraining als Mittel zur Verlangsamung des Verlaufs der Krankheit Multiple Sklerose, die Auswirkungen von anabolen Steroiden auf das Herz und mitochondrialen Anpassungsprozesse durch Ausdauertraining.